# Chiesa della Madonna delle Grazie (Montepescali)
La chiesa della Madonna delle Grazie si trova fuori dalla cerchia muraria di Montepescali, nel comune di Grosseto.

## Storia e descrizione
L'edificio religioso fu costruito nel corso del Duecento fuori borgo medievale per rendere omaggio alla Madonna.
Tuttavia, la storia di questa chiesa fu molto breve, in quanto agli inizi del Quattrocento risultava già sconsacrata; in seguito, fu completamente spogliata e trasformata in edifici abitativi rurali.
La chiesa della Madonna delle Grazie a Montepescali si presenta a pianta rettangolare, originariamente a navata unica in stile romanico, con evidenti segni di ampliamento avvenuti quasi certamente in epoca seicentesca.
Nella parte inferiore, le strutture murarie si caratterizzano per il rivestimento in pietra, e contrastano con le parti superiori, ristrutturate nelle epoche successive, che si presentano quasi completamente in laterizio.
Dopo un lungo periodo di declino, l'edificio si presenta attualmente in condizioni tali da richiedere immediati interventi di restauro.